# Андрей Бербулеску
Андрей Бербулеску (рум. Andrei Bărbulescu, 16 жовтня 1909, Слатіна — 30 липня 1987) — румунський футболіст, що грав на позиції півзахисника, зокрема, за клуби «Жувентус» (Бухарест) та «Венус» (Бухарест), а також національну збірну Румунії. По завершенні ігрової кар'єри — тренер.
П'ятиразовий чемпіон Румунії. 

## Клубна кар'єра
У футболі дебютував 1927 року виступами за команду «Жувентус» (Бухарест), в якій провів п'ять сезонів і здобув титул чемпіона Румунії.
Своєю грою за цю команду привернув увагу представників тренерського штабу клубу «Венус» (Бухарест), до складу якого приєднався 1932 року. Відіграв за бухарестську команду наступні вісім сезонів своєї ігрової кар'єри. За цей час чотири рази виборював титул чемпіона Румунії.
Протягом 1940—1941 років захищав кольори команди клубу «Спортул».
Завершив професійну ігрову кар'єру у клубі «Венус» (Бухарест), у складі якого вже виступав раніше. Прийшов до команди 1941 року, захищав її кольори до припинення виступів на професійному рівні у 1945.

## Виступи за збірну
1935 року дебютував в офіційних матчах у складі національної збірної Румунії. Протягом кар'єри у національній команді провів у її формі 3 матчі.
У складі збірної був учасником чемпіонату світу 1938 року у Франції, де румуни програли (3-3 і 1-2) команді Куби в 1/8 фіналу, а Бербулеску зіграв тільки в другій зустрічі.

## Кар'єра тренера
Розпочав тренерську кар'єру, повернувшись до футболу після невеликої перерви, 1951 року, очоливши тренерський штаб клубу «Штіінца Клуж».
Останнім місцем тренерської роботи була олімпійська збірна Румунії, головним тренером якої Андрей Бербулеску був протягом 1952 року.
Помер 30 липня 1987 року на 78-му році життя.

## Титули і досягнення
- Чемпіон Румунії (5):

«Жувентус» (Бухарест): 1929-1930
«Венус» (Бухарест): 1933-1934, 1936-1937, 1938-1939, 1939-1940